# Heilig bist du, großer Gott
Heilig bist du, großer Gott ist ein Sanctus-Lied aus dem römisch-katholischen Kirchengesangbuch Gotteslob (GL 198).

## Geschichte

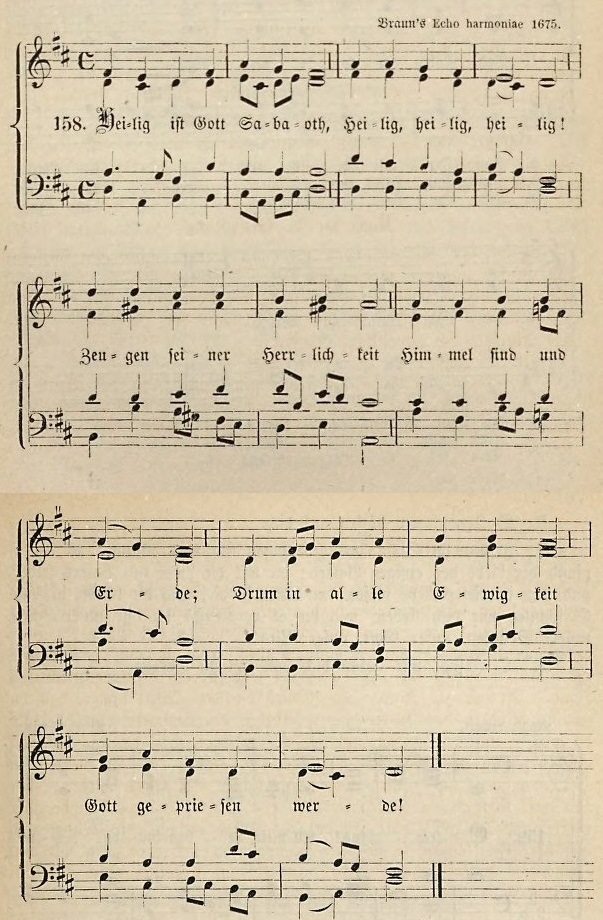
Heilig ist Gott Sabaoth bei Joseph Hermann Mohr 1877

Der Text des Liedes basiert auf einer Sanctusstrophe aus der Mitte des 19. Jahrhunderts, einer Paraphrase des Sanctus nach Jesaja 6,3  und Offenbarung 4,8 . Er wurde später bearbeitet, u. a. in die Anredeform transformiert und um vier Zeilen, eine Paraphrase des Benedictus qui venit nach Matthäus 21,9 , Psalm 118,26  und Matthäus 23,39 , ergänzt.
Die Urform der Melodie findet sich mit dem Text „Michael, du Himmelsheld“ erstmals 1675 in den Egerschen Liedsammlungen von Johann Georg Franz Braun. Die heutige Melodiefassung geht auf Joseph Hermann Mohr (1877) zurück.
Der ursprüngliche Text, angelehnt an die Cantica Spiritualia 1845, war nur ein Lied zur lateinischen Akklamation des Sanctus und verwendete noch die Aussageform „Heilig ist Gott Sabaoth“. Joseph Hermann Mohr nahm das Lied in den 1870er Jahren in seine Liederbücher auf. In dieser Form war es auch in den Diözesangesangbüchern von Augsburg (1859) und Aachen (1867) abgedruckt. Er ist heute im Eigenteil des österreichischen Gotteslobs zu finden (GL Österreich Nr. 770).
Die für eine vollständige Einlösung der Sanctus-Akklamation im römischen Messritus notwendige Ergänzung des Sanctus um Zeilen nach dem Benedictus erfolgte zum ersten Mal im Katholischen Gesangbuch der deutschsprachigen Schweiz (KKG 1966).
Charakteristisch für „Heilig bist du, großer Gott“ ist nicht nur der „den liturgischen Ansprüchen gerecht“ werdende Text, sondern auch seine „energisch ausgreifende Melodie“ (Zerfaß 2017 S. 446).
Im Gotteslob von 1975 fand sich das Lied nur in Diözesanteilen. Es wurde 2013 in den Stammteil des neuen Gotteslobs aufgenommen.

## Musikalische Bearbeitungen
Das Kirchenlied wurde immer wieder musikalisch bearbeitet; zuletzt u. a. von Heiß (2013) und Weinberger (2017), so wie zuvor bspw. schon von Schmid (1972).